# Feodossi Nikolajewitsch Krassowski

Feodossi Nikolajewitsch Krassowski

Feodossi (Theodor) Nikolajewitsch Krassowski (russisch Феодосий Николаевич Красовский; * 14. Septemberjul. / 26. September 1878greg. in Galitsch, Russisches Kaiserreich; † 1. Oktober 1948 in Moskau, Sowjetunion) war ein russischer Geodät und Mathematiker, der insbesondere auf dem Gebiet der Erdmessung und der Ausgleichungsrechnung forschte.
Im Westen bekannt wurde er vor allem durch das in den späten 1930er-Jahren berechnete Krassowski-Ellipsoid, dessen Parameter er 1940 publizierte (Äquatorachse 6.378,210 km und Erdabplattung 1:298,6). Es stellt die damals modernste Bestimmung der mathematischen Erdfigur dar und wurde nach dem Zweiten Weltkrieg von der Sowjetunion zur rechnerischen Grundlage aller Landesvermessungen des damaligen Ostblocks erklärt (inzwischen sind einige Länder zum System ED50 zurückgekehrt).
Krassowski (oft auch Krassovsky oder Krassowskij geschrieben) benützte für diese Berechnungen viele der ihm zugänglichen weltweiten Daten, u. a. jene des Bessel-Ellipsoids, aber mit Schwerpunkt auf den Netzen der Sowjetunion. Daher ist sein Ellipsoid den geometrischen Verhältnissen Eurasiens besonders gut angepasst (siehe auch Geoid und Erdkrümmung).
Er starb 70-jährig in Moskau und wurde dort auf dem Wwedenskoje-Friedhof bestattet.
Unter seinen etwa 100 anderen Veröffentlichungen betreffen einige auch westliche  Forschungs- und Vermessungsprojekte, u. a. den geodätischen Ostseering (Baltischer Ring) und verschiedene Reduktions- und Ausgleichsverfahren der Erdmessung.

## Ehrungen
Krassowski erhielt zahlreiche Ehrungen. Darunter:
- Verdienter Wissenschaftler für Wissenschaft und Technologie der RSFSR
- Stalin-Preis (1943)
- Stalinpreis (1952; posthum)[2]
- Leninorden (2×)
- Orden des Roten Banners der Arbeit

1939 wurde er zum korrespondierenden Mitglied der Akademie der Wissenschaften der UdSSR gewählt.
Im Jahr 1970 wurde der auf der erdabgewandten Seite liegende Mondkrater Krasovskiy von der IAU nach ihm benannt.